# Rui Ricardo Diaz
Rui Ricardo Diaz (Santa Maria do Suaçuí, 25 de abril de 1978), é um ator brasileiro. Trabalha há mais de 20 anos com teatro em São Paulo. Atuou também em diversos filmes, entre eles, "De Menor", melhor filme no festival do Rio, "A Floresta Que se Move", a partir de Macbeth, além de interpretar o presidente Luiz Inácio Lula da Silva dos 18 aos 35 anos de idade no filme Lula, o Filho do Brasil.

## Carreira
Diaz nasceu no pequeno município de Santa Maria do Suaçuí, no leste do estado de Minas Gerais. Graduou-se em teatro pela Pontifícia Universidade Católica de São Paulo (PUC-SP). Faz parte do elenco de 9 mm: São Paulo, primeira série policial produzida pela FOX no Brasil. No ano de 2009, ano de filmagem de "Lula o filho do Brasil", o ator atuou em outro longa-metragem, "História de um valente" de Claudio Barroso, ainda inédito. Tem em seu currículo peças de teatro como, "A colônia penal" de Franz Kafka, "A propósito da chuva" de Dostoiévski, "O cobrador" de Rubem Fonseca, entre outras.
Para Lula, o filho do Brasil, Diaz fez teste para dois papéis pequenos, de enfermeiro e sindicalista. Mas em seguida, Tay Lopez inicialmente escalado para interpretar Lula, desistiu por razões de saúde, levando o diretor do filme, Fabio barreto, a convidar Diaz a fazer um teste para interpretar o personagem principal. De acordo com o ator, foi a cena de um dos primeiros discursos de Lula que lhe garantiu o papel. Diaz precisou engordar cerca de 10 quilogramas e crescer a barba .

## Filmografia

### Televisão
| Ano     | Título                    | Personagem      |
| ------- | ------------------------- | --------------- |
| 2008    | 9mm: São Paulo            | Bililico        |
| 2012    | Lado a Lado               | Percival        |
| 2013    | Gonzaga: de Pai pra Filho | Cícero          |
| 2016    | Supermax                  | Arthur          |
| 2018    | O Tempo não Para          | Adam (Barão)    |
| 2018–24 | Impuros                   | Vítor Morello   |
| 2019    | Irmãos Freitas            | Dantas          |
| 2021    | Segunda Chamada           | Vander          |
| 2022    | Sentença                  | Zeca            |
| 2024    | Pedaço de Mim             | Dante Fernandes |

### Cinema
| Ano  | Título                          | Personagem                |
| ---- | ------------------------------- | ------------------------- |
| 2019 | Impuros - o filme               | Vítor Morello             |
| 2018 | Blitz                           | Cabo Rosinha              |
| 2018 | SP: Crônicas de uma cidade real | Silas                     |
| 2016 | Rondon, o Desbravador           | Cândido Rondon (jovem)    |
| 2015 | A Floresta Que Se Move          | Delegado Borges           |
| 2014 | De Menor                        | Paulo                     |
| 2014 | Aos Ventos Que Virão            | Zé Olímpio                |
| 2012 | Gonzaga: de Pai pra Filho       | Cícero                    |
| 2010 | Lula, o Filho do Brasil         | Luiz Inácio Lula da Silva |
| 2009 | História de um Valente          |                           |
| 2006 | 1 pra 1                         |                           |